# Chrám svatého archanděla Michaela (Petřín)
Chrám sv. archanděla Michaela, též karpatský kostelík sv. Michala apod., je celodřevěný pravoslavný, původně řeckokatolický chrám lemkovského typu, postavený v roce 1625 (podle jiných údajů v druhé polovině 17. století) ve vsi Velké Loučky u Mukačeva, v roce 1793 byl prodán a přemístěn do Medvedovců. V roce 1929 byl na Podkarpatské Rusi rozebrán, převezen a znovu postaven v Kinského zahradě na Smíchově v Praze 5. 28. října 2020 kostel vyhořel.

## Historie a charakter stavby

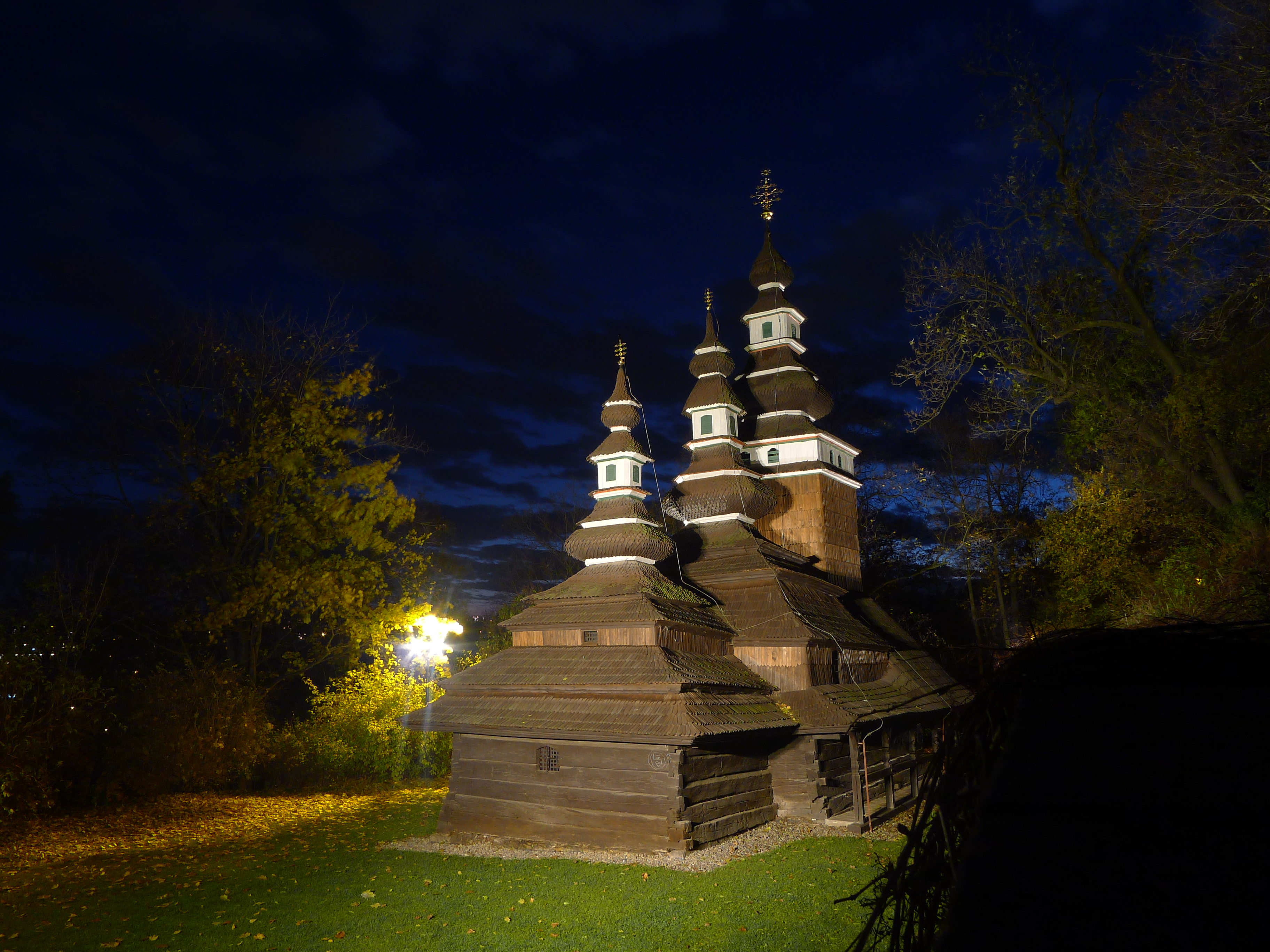
Kostel sv. Michala

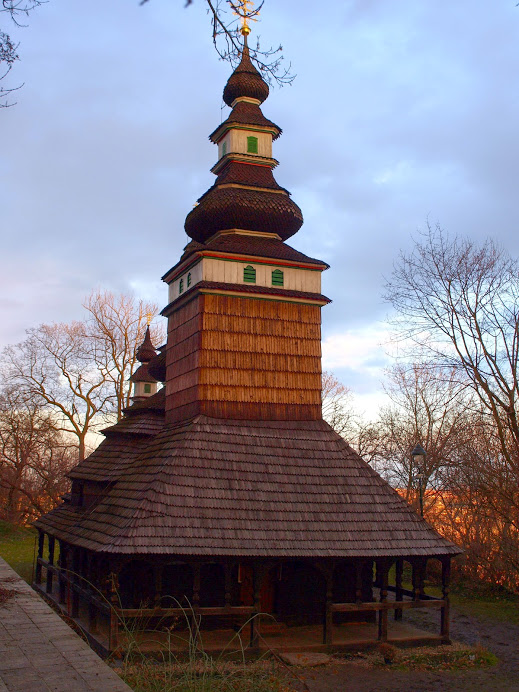
Vstupní část kostelíka

Kostel byl zbudován v lemkovském stavebním slohu a později obohacen o prvky lidového baroka. Charakteristickým znakem tohoto slohu je členění chrámového půdorysu na tři přibližně čtvercové roubené části, nad nimiž se zvedají štenýřové věže, stanové střechy jsou kryty šindelí. Šindel, roubení i sloupky byly původně všechny zhotoveny z dubového dřeva. Budova kostelíka je přibližně 14 metrů dlouhá a asi 8 metrů široká. Nejvyšší z věží přesahovala 17 metrů a zakrývala prostor ve chrámu určený pro ženy, pro nějž se v lidové slovesnosti vžilo označení babinec. K výzdobě věží a interiéru byly použity tři pro pravoslaví typické barvy: bílá, zelená a červená. Tyto barvy v lidovém chápání symbolizují základní křesťanské ctnosti: víru, naději a lásku.
Chrám sv. Michaela byl kompletně rozebrán, převezen a následně sestaven hned dvakrát. V roce 1793 jej občané Velkých Louček prodali větší a bohatší vesnici Medvedovcům. Právě při tomto přesunu prošel kostel celkovou rekonstrukcí a byl na vrcholcích stanů obohacen o barokní báně. Ke druhému stěhování došlo v roce 1929, když Rusíni kostelík, jako typickou lidovou stavbu Podkarpatské Rusi, prodali za 32 tisíce Kčs Praze, která tehdy byla jejich hlavním městem (Podkarpatská Rus, dnes Zakarpatská oblast Ukrajiny, se po skončení první světové války a rozdělení uherského území stala součástí nově vzniklého Československa). Stavba byla pečlivě rozebrána, jednotlivé části očíslovány a naloženy do čtyř k tomu speciálně upravených železničních vagónů. Náklady spojené s touto operací hradilo Národní muzeum za podpory Ministerstva školství a osvěty Československé republiky. Celkově transfer a nová stavba kostelíka stály 130.617,70 Kčs. Slavnostní předání chrámu obyvatelům Prahy proběhlo 10. září 1929. Ceremoniálu byli přítomni čelní představitelé města Prahy, guvernér Podkarpatské Rusi dr. Anton Beskid a krojovaní občané Medvedovců. Chrám se stal součástí sbírek národopisného oddělení Národního muzea v Praze.

## 21. století
Počátkem roku 2008 získala dřevěný chrám do užívání Pravoslavná církev v českých zemích a na Slovensku, resp. Rumunská pravoslavná církev. Každou neděli a každé pondělí se zde konala svatá liturgie.
Chrám byl po předběžné dohodě se správcem přístupný veřejnosti. Duchovním správcem je jerej Andrei Ioan Danciu.

### Požár

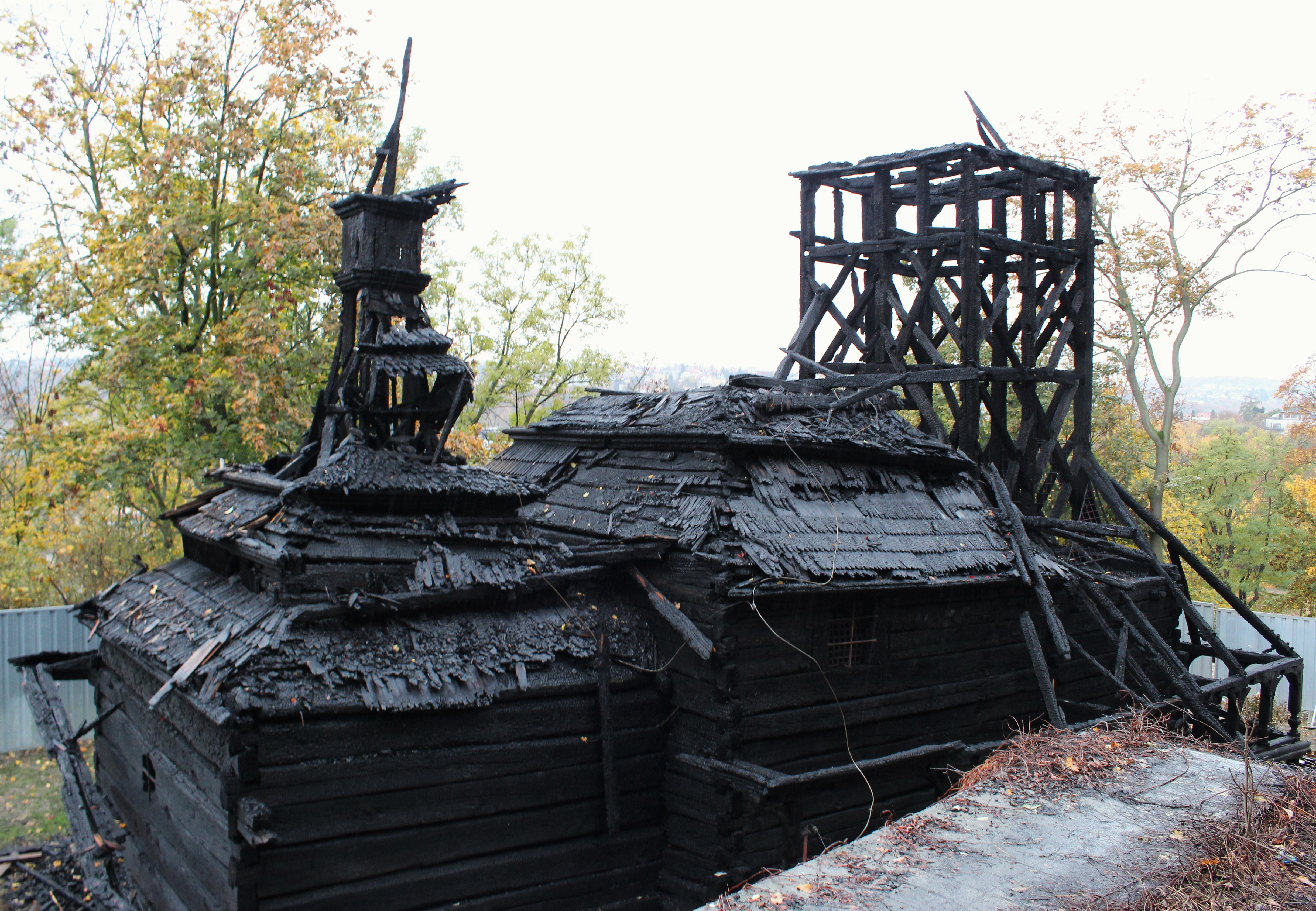
Stav v listopadu 2020

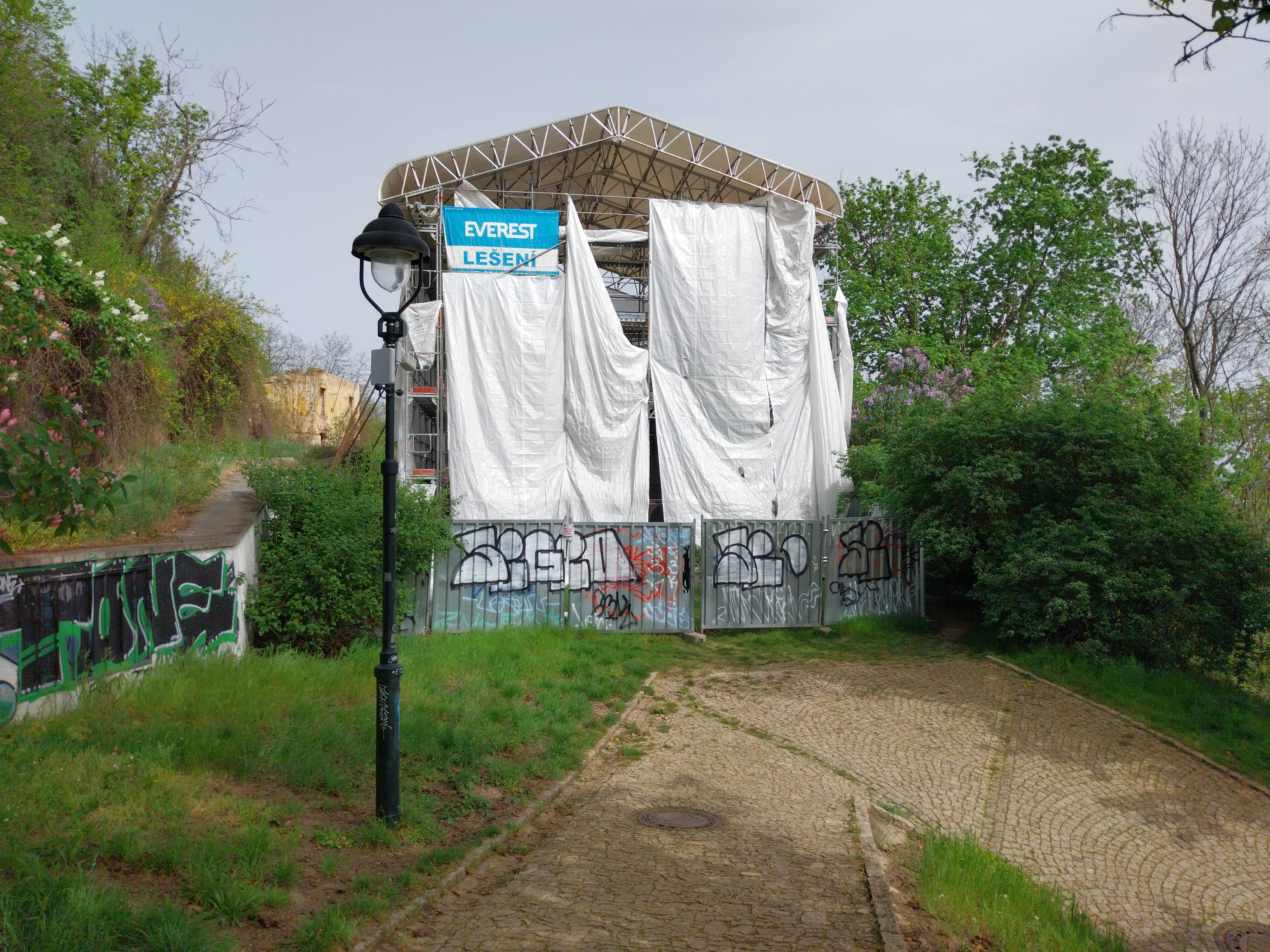
Lešení na místě kostela, duben 2024

Dne 28. října 2020 odpoledne v tomto kostele vypukl požár. I přes snahu hasičů z šesti různých jednotek byl zničen prakticky celý chrám. Stát zůstala převážná část roubené konstrukce a část štenýřové věže nad babincem. Podle předběžných výsledků vyšetřování byla příčinou požáru lidská chyba. Magistrát hlavního města Prahy jako vlastník však připravuje obnovu objektu.